# Gitte Aaen
Gitte Aaen (* 7. November 1981 in Frederikshavn, Dänemark) ist eine ehemalige dänische Handballspielerin.

## Karriere
Aaen begann mit fünf Jahren das Handballspielen. Die Außenspielerin spielte, bevor sie 2006 zu Viborg HK wechselte, bei Strandby/Elling IF, FFI, Sindal IF und Fox-Team Nord. Mit Viborg gewann Aaen 2008, 2009 und 2010 die Meisterschaft sowie 2006, 2007 und 2008 den Pokal. 2009 und 2010 triumphierte sie mit Viborg in der EHF Champions League. Zur Saison 2010/11 wollte sie zum österreichischen Spitzenverein Hypo Niederösterreich wechseln. Der Vertrag kam jedoch nicht zustande. Daraufhin wechselte sie als Amateurin zu dem dänischen Erstligisten FC Midtjylland. Im Oktober 2010 schloss Aaen sich Randers HK an. Nach dem Gewinn der Meisterschaft 2012 beendete Aaen ihre Karriere als Profihandballerin. Seitdem arbeitet sie in Viborg als Krankenschwester und spielte beim unterklassigen Handballverein Søndermarken IK. Im Jahr 2021 schloss sie sich Skive fH an.
Aaen hat 38 Länderspiele für die dänische Frauen-Handballnationalmannschaft bestritten, in denen sie 101 Treffer erzielte. Mit Dänemark belegte sie 2008 bei den Europameisterschaften in Mazedonien den elften Platz.